# AIM-68 Big Q

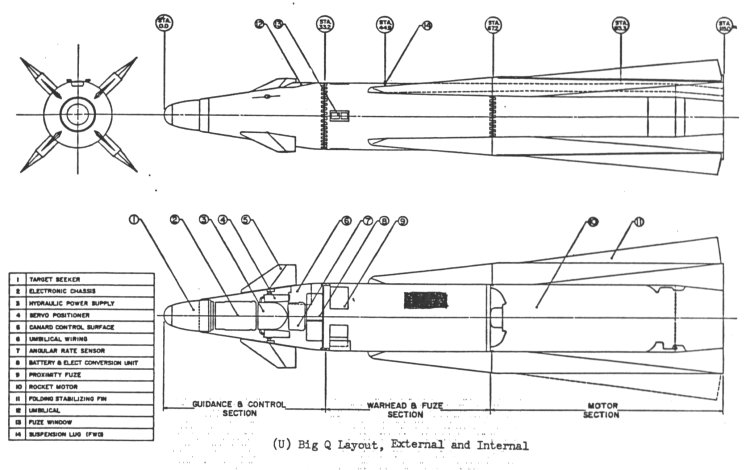
Diagrama do ZAIM-68A

O AIM-68 é um projeto de míssil ar-ar dos Estados Unidos. Ele nunca entrou em produção.

## Visão geral
O Big Q começou a ser projetado em 1963, como um substituto para o AIR-2 Genie . O Genie não era guiado, e tinha geralmente características de desempenho e voo pobres. O Big Q deveria ser muito mais capaz, com a intenção de abater bombardeiros. soviéticos.
Big Q, na verdade, é um apelido. O direito a nomear o míssil foi dada ao designer inicial , 1º Tenente John McMasters, que escolheu o nome do deus serpente azteca Quetzalcoatl. Isto levou a um enorme número de erros de pronúncia e de ortografia, que praticamente todos associados com o projeto se referiam a ele como Big Q para abreviar.
Em 1965, a designação ZAIM-68A foi atribuída para o míssil. 
O AIM-68 foi projetado para alcançar velocidades de Mach 4 ao longo de seu alcance 65 km. Os protótipos foram equipados com sistemas de orientação infravermelho dos mísseis GAR-2A/B (AIM-4C/D) Falcon; o motor do foguete usado no AGM-12 Bullpup foi utilizado para a propulsão. A ogiva nuclear era um W30 de 0,5 kiloton, menor do que modelo de 1,5 kiloton utilizado no Genie. O sistema de orientação permitia ao míssil ser usado contra alvos manobrando, incluindo o bombardeiros sozinhos, em vez de formações de aviões como era o caso do Genie. O reduzido rendimento e maior alcance também fez arma muito menos perigosa para as aeronaves de lançamento.
Os utilizadores potenciais dos Big Q incluíam o F-101B, F-102, F-106, F-4C. O tamanho do míssil foi ditado por essas escolhas, como algumas dessas aeronaves carregavam armas em uma baía interna. Como parte do esforço para manter o tamanhoreduzido, o míssil foi equipado com seções dobráveis sobre as asas principais.
Houve tentativas para reutilizar o a designação -68 , nomeadamente, a Marinha dos EUA queria que seu novo Standart Block V, fosse conhecido como o RIM-68A. Isto falhou e a designação RIM-156A foi usada em vez disso. Em 1995, a Marinha tentou alterá-lo de novo, aparentemente querendo que o míssil fosse uma continuação numérica das denominações, completando a série do RIM-66 e RIM-67. O pedido foi recusado novamente.

## Especificações
- Comprimento: 2,92 m (9 ft 7 in)
- Envergadura : 86 cm (2 ft 10 in) (com as asas estendidas)
- Diâmetro : 35 cm (1 ft 2 in)
- Peso : 225 kg (500 lb)
- Velocidade : Mach 4
- Alcance : 65 km (40 mi)
- Propulsão : Foguete de combustível sólido
- Ogiva : W30 Mod 4 Y2 (de 0,5 kt, nuclear)